# Raúl López López
Emilio Raúl López López (Antofagasta, 17 novembre 1923 – ...) è stato un cestista e allenatore di pallacanestro cileno.

## Carriera
Con il Cile ha disputato due edizioni dei Campionati del mondo (1950, 1954).